# Michel-Dimitri Calvocoressi
Michel-Dimitri Calvocoressi (Marsella, 2 de octubre de 1877-Londres, 1 de febrero de 1944) fue un escritor y crítico musical políglota que promovió a músicos como Franz Liszt y Modest Músorgski.

## Biografía
Calvocoressi nació el 2 de octubre de 1877 en Marsella, hijo de padres griegos. Estudió derecho en el Lycée Janson de Sailly y posteriormente estudió música en el Conservatorio de París con Xavier Leroux. Se hizo amigo de Maurice Ravel, quien más tarde le dedicó «Alborada del gracioso» de la suite de piano Miroirs. Como políglota talentoso, Calvocoressi comenzó su carrera en 1902 como crítico musical y corresponsal de varios periódicos ingleses, estadounidenses, alemanes y rusos. También tradujo textos de canciones, libretos de ópera y libros del ruso y húngaro al francés y al inglés. El tema de su primer libro fue Liszt, pero fue un fuerte defensor de Músorgski y otros músicos rusos.
Dio clases en la École des Hautes Études Sociales de 1905 a 1914 sobre música contemporánea. Al comienzo de la Primera Guerra Mundial, el griego Calvocoressi se vio incapaz de servir a la causa francesa. Se mudó a Londres y se desempeñó como criptógrafo. Pasó el resto de su vida en Reino Unido, se naturalizó, se casó con una ciudadana inglesa y escribió el resto de sus libros en inglés. Fue miembro de la sociedad musical Los Apaches. Falleció el 1 de febrero de 1944 en Londres.

## Obra
- Liszt (París, 1905)
- Mussorgsky (París, 1908)
- Glinka (París, 1911)
- Schumann (París, 1912)
- Charles Koechlin (París, 1923)
- The Principles and Methods of Musical Criticism (Londres, 1923)
- Musical Taste and How to Form It (Londres, 1925)
- Musicians Gallery: Music and Ballet in Paris and London (Londres, 1933)
- Masters of Russian Music, con G. Abraham (Londres y Nueva York, 1936)
- Debussy (Londres, 1944)
- A Survey of Russian Music (Harmondsworth, 1944)
- Mussorgsky (Londres, 1946), una nueva biografía extensa de Músorgski publicada póstumamente.
- Mussorgsky: His Life and Works (Londres, 1956)[1]

## Legado
El legado de Calvocoressi como crítico musical y traductor fue su defensa de la música rusa. Escribió tres libros sobre Modest Músorgski. Fue el asesor francés de Serguéi Diáguilev cuando este estaba dando a conocer las artes rusas a los franceses.